# Jonathan Stroud
Jonathan Stroud (ur. 27 października 1970 w Bedford) – brytyjski pisarz, autor literatury fantasy.
W wieku sześciu lat przeprowadził się z rodziną do St Albans, gdzie dorastał i mieszka obecnie. Ukończył studia z zakresu literatury angielskiej na University of York. Otrzymał Nagrodę Mythopoeic za Trylogię Bartimaeusa w kategorii Literatura fantasy dla dzieci oraz nominacje do Carnegie Medal za powieści Amulet z Samarakandy i Oko Golema. 
Jest żonaty i ma dwoje dzieci.

## Dzieła
- Justin Credible’s Word Play World (1994)
- The Viking Saga of Harri Bristlebeard (1997)
- The Hare and the Tortoise (1998)
- Walking through the Jungle (1998)
- The Little Red Car (1999)
- Alfie’s Big Adventure (1999)
- Buried Fire (1999)
- Little Spike and Long Tail (2000)
- Golidilocks and the Three Bears (2000)
- Sightseers: Ancient Rome (2000)
- The Leap (2001)
- The Last Siege (2003)
- The Lost Treasure of Captain Blood (2006)
- Heroes of the Valley (2009)

Trylogia Bartimaeusa
- The Amulet of Samarkand (2003) (wyd.pol. Amulet z Samarkandy 2005)
- The Golem's Eye (2004) (wyd.pol. Oko Golema 2005)
- Ptolemy's Gate (2005) (wyd.pol. Wrota Ptolemeusza 2005)
- The Ring of Solomon (2010)